# جيوكاربي

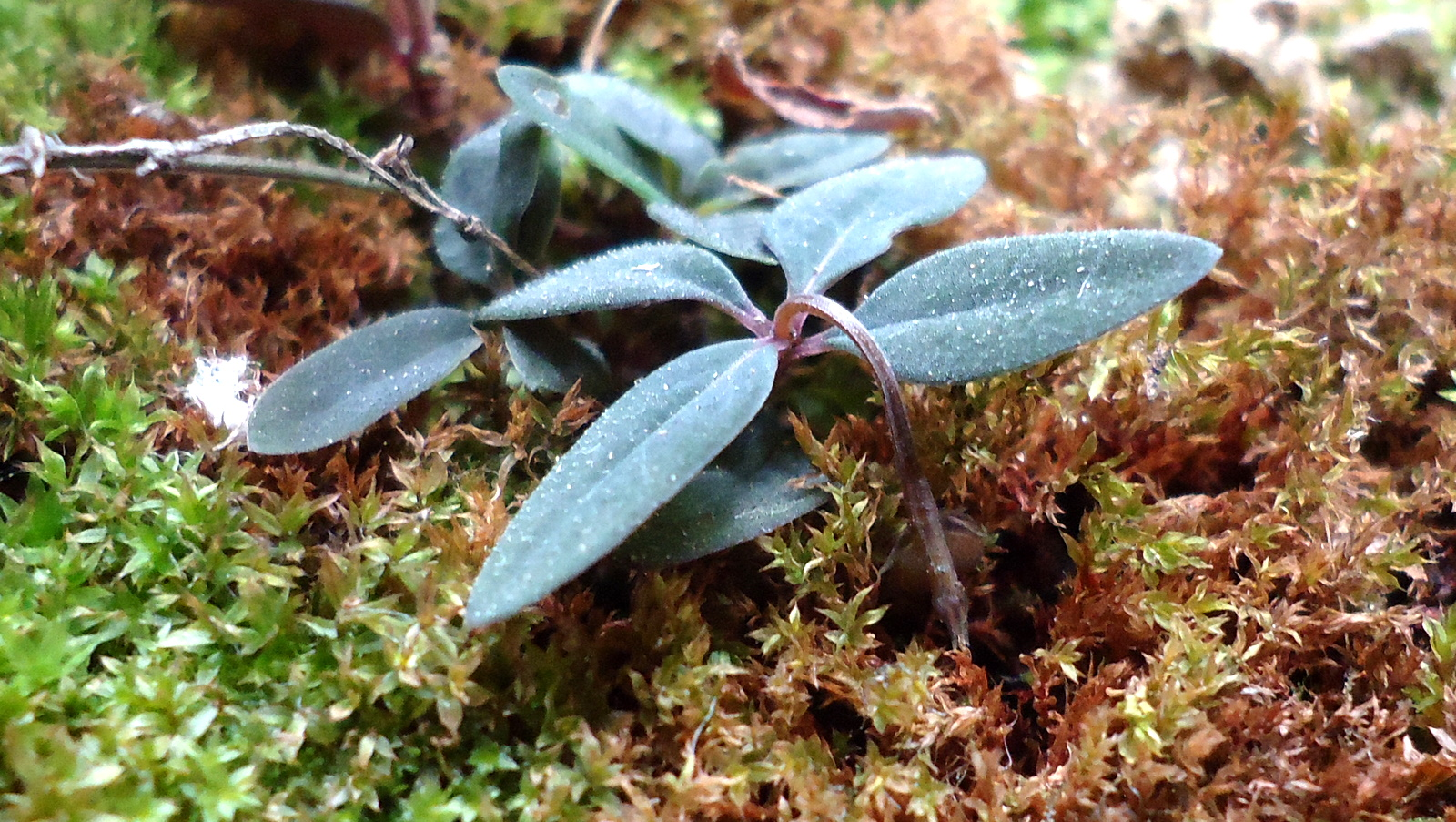
جيوكاربي في سبايجيليا جيونفليكسا

الجيوكاربي هو نتاج نباتات البذار داخل التربة. قد يحدث هذا مع الأزهار الجوفية (بروتوجيوكاربي)، أو من الأزهار الهوائية التي تخترق التربة بعد الإزهار (هيستروكاربي). وقد تطورت لتصبح وسيلة فعالة لتوفير بيئة ملائمة لسلالة النبات.ويشيع ظهوره في المناطق الاستوائية أو شبه الصحراوية.
توجد الجيوكاربي في القلقاسيات والبغونيات وبهائيات الشعر والمحموديات والقرعيات والبقوليات (القرنيات) واللوغانيات والتوتیات والفصيلة الفوية. أفضل مثال معروف لها هو الفول السوداني، أراكيس هيبوجيه.